# Ryo Toyama
Ryo Toyama (外山 凌 Toyama Ryo?, nacido el 29 de julio de 1994 en Tokio) es un futbolista japonés que se desempeña como centrocampista.

## Trayectoria

### Clubes
| Club           | País  | Año    |
| -------------- | ----- | ------ |
| Mito HollyHock | Japón | 2017 - |

## Estadística de carrera

### J. League
| Club           | Año   | J. League | J. League | Copa J. League | Copa J. League | Total | Total |
| Club           | Año   | Part.     | Goles     | Part.          | Goles          | Part. | Goles |
| -------------- | ----- | --------- | --------- | -------------- | -------------- | ----- | ----- |
| Mito HollyHock | 2017  | 21        | 1         | -              | -              | 21    | 1     |
| Total          | Total | 21        | 1         | 0              | 0              | 21    | 1     |